# Putnoky László
Putnoky László (Felsőkázsmárk, Abaúj-Torna vármegye, 1888. november 25. – Budapest, 1948. szeptember 19.) vegyészmérnök, műegyetemi tanár, az üvegipar európai hírű szaktekintélye.

## Életpályája
1906-ban a budapesti VI. ker. Állami Főreáliskolában érettségizett. Egyetemi tanulmányait a karlsruhei Fridericana Műegyetemen folytatta, ahol 1911-ben szerzett diplomát. Műszaki doktori disszertációját a Royal Society anyagi támogatásával a liverpooli műegyetemen készítette el, majd a Nobel-díjas Ernest Rutherford mellett a manchesteri Victoria műegyetemen Hevesy Györggyel és Hans Geigerrel a különböző uránizotópok elválasztásával és vizsgálatával foglalkozott. Rutherford ajánlására a párizsi Sorbonne-on Le Chatelier mellett a vas és ötvözeteinek metallurgiai vizsgálataiban vett részt. 1913-ban visszament Karlsruhéba, és 1914-ben a Műegyetemen vegyészmérnöki doktori szigorlatot tett. Hazatérése után a budapesti Műegyetem Elektrokémiai Tanszékén Szarvasy Imre tanársegédje lett. 1918-ban nyilvános rendkívüli egyetemi tanárrá nevezték ki az Ilosvay Lajos által vezetett Általános Kémiai Tanszékre és megbízták külön Szervetlen Kémiai Csoport megalakításával. 1921-ben nyilvános rendes tanári kinevezést kapott az általa megszervezett Szervetlen Kémia Tanszékre, amelyet 27 éven át vezetett.
Fő kutatási területei: az aktív kovasav tulajdonságainak vizsgálata és adszorpciós képességének növelése; a bauxitok feltárása és dúsítása; a timföldgyári vörösiszap alkálifém-mentesítése; a zománcok kémiai összetétele és hőtágulása közti összefüggés vizsgálata; az üveg kristályosítási folyamatai és a hazai nyersanyagok felhasználása finom üvegáruk előállításában.
Oktatóként a vegyészmérnök hallgatók alapképzésének tantárgyait (általános kémia, szervetlen kémia és kémiai analízis) tanította. Megszervezte a magas szintű mérnök-továbbképzést. Több ízben is megválasztották a Műegyetem Gépész- és Vegyészmérnöki Karának dékánjává.

## Művei
- The diffusion of Uranium (Hevesy Györggyel, Philosophical Magazine, March 1913)
- Hazai homokok vastalanítása (1 - 4. közl. Bobest Bélával, Magyar Mérnök- és Építész-Egylet Közlönye, 1929-1933)
- Bauxitaufschliessungen mittels schwefeliger Säure zwecks Gewinnung der Tonerde (Bp., 1935).
- Az általános kémiai előadások vezérfonala. (Bp., 1941).
- A technika haladásával kapcsolatos időszerű gazdasági feladatok és e feladatok megoldásai (Bp., 1944).